# Chris Coghlan
Christopher B. Coghlan (né le 18 juin 1985 à Rockville, Maryland, États-Unis) est un joueur de champ extérieur de la Ligue majeure de baseball.
Meilleure recrue de la Ligue nationale en 2009 avec les Marlins de la Floride, il fait partie de l'équipe des Cubs de Chicago championne de la Série mondiale 2016.

## Carrière

### Marlins de la Floride
Après des études secondaires à l'East Lake High School de Tarpon Springs (Floride), Chris Coghlan est repêché le 3 juin 2003 par les Diamondbacks de l'Arizona au 18e tour de sélection. Il repousse l'offre et suit des études supérieures à l'Université du Mississippi où il porte les couleurs des Ole Miss Rebels. Il rejoint les rangs professionnels à l'issue du repêchage amateur du 6 juin 2006, où il est sélectionné par les Marlins de la Floride au premier tour de sélection (36e choix au total). Il perçoit un bonus de 950 000 dollars à la signature de son premier contrat professionnel le 4 août 2006.

#### Saison 2009

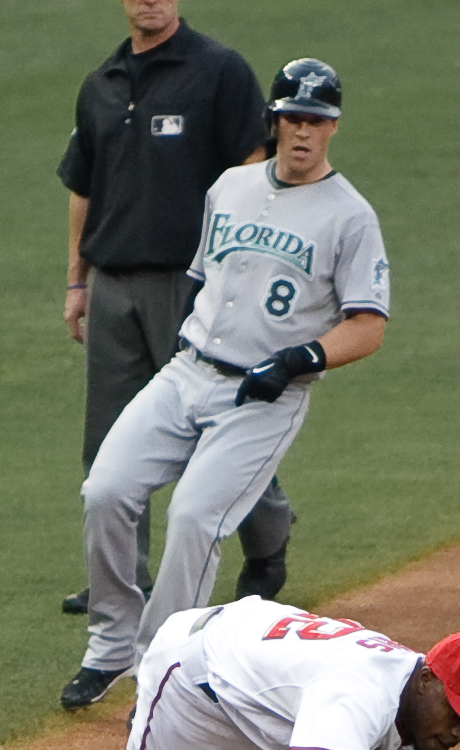
Chris Coghlan à sa saison recrue en 2009 chez les Marlins.

Après trois saisons en ligues mineures, Coghlan joue son premier match en Ligue majeure le 8 mai 2009. Il prend part à 128 parties lors de sa première saison, avec une moyenne au bâton de 0,321 pour 162 coups sûrs, dont 31 doubles, 6 triples et 9 coups de circuits. Il totalise 47 points produits et croise aussi le marbre à 84 reprises. Joueur de deuxième but dans les ligues mineures, Coghlan est utilisé au poste de voltigeur par les Marlins.
Il est préféré aux lanceurs J. A. Happ et Tommy Hanson au titre de recrue de l'année de la Ligue nationale en 2009.

#### Saison 2010
En juillet 2010, il est placé par les Marlins sur la liste des joueurs blessés pour 15 jours après qu'il s'est tordu le ménisque du genou gauche en entartant son coéquipier Wes Helms. Cette blessure pour le moins insolite met un terme à sa saison.  En 91 matchs joués pour le club de Floride en 2010, Coghlan frappe pour ,268 avec 5 circuits et 28 points produits.

#### Saison 2011
Coghlan passe l'hiver 2010-2011 à récupérer d'une opération au genou et lorsque la saison 2011 s'amorce, ce sont des douleurs à l'épaule qui le font souffrir. En juin, alors qu'il ne frappe que pour ,230 de moyenne au bâton et sa moyenne de présence sur les buts ne s'élève pas plus haut que ,296, les Marlins le rétrogradent en ligues mineures. Il y passe le reste de la saison. En 65 parties pour les Marlins en 2011, Coghlan compte 5 circuits et 22 points produits.

#### Saison 2012
Les mauvaises performances de Coghlan amènent les Marlins à le rétrograder en ligues mineures en 2012. Jouant à Miami d'avril à juin, il est incapable d'élever sa moyenne au bâton au-dessus de la ligne de Mendoza et ne frappe que pour ,140 en 39 parties jouées, avec seulement 13 coups sûrs dans l'année.

#### Saison 2013
En 2013, il dispute 70 parties des Marlins, frappant pour ,256 avec un circuit et 10 points produits. Son temps de jeu est réduit par des blessures au mollet et au dos.

### Cubs de Chicago
En janvier 2014, Coghlan signe un contrat des ligues mineures avec les Cubs de Chicago.
Le 17 septembre 2015, une glissade de Coghlan au deuxième but pour tenter, sans succès, d'empêcher un double jeu inflige une sérieuse blessure à Jung-ho Kang des Pirates de Pittsburgh, qui a la jambe gauche cassée et souffre d'une déchirure du ligament collatéral médial du genou. Ce jeu impliquant Coghlan relance le débat sur les glissades autour des buts et la protection des joueurs de champ intérieur sur de tels jeux,, de la même façon que la sérieuse blessure subie en 2011 par Buster Posey de San Francisco avait entraîné un débat, puis un changement des règles pour améliorer la protection des receveurs lors de contacts au marbre avec un coureur.
En 2015, il établit des records personnels de 16 circuits et 11 buts volés, en plus de maintenir pour les Cubs une moyenne au bâton de ,250 en 148 parties jouées, principalement au champ gauche.

### Athletics d'Oakland
Le 25 février 2016, les Cubs de Chicago échangent Coghlan aux Athletics d'Oakland contre le lanceur droitier Aaron Brooks. Il ne frappe que pour ,146 de moyenne au bâton en 51 matchs des Athletics et est échangé en cours de saison.

### Retour chez les Cubs de Chicago
Le 9 juin 2016, Coghlan est rapatrié par les Cubs de Chicago, qui l'obtiennent d'Oakland en échange d'Arismendy Alcántara. Coghlan frappe pour ,252 de moyenne au bâton en 48 matchs des Cubs pour compléter la saison régulière 2016 avec 6 circuits et une moyenne de ,188 en 99 joués au total. Malgré aucun coup sûr en 8 passages au bâton en séries éliminatoires, Coghlan fait partie de l'équipe des Cubs championne de la Série mondiale 2016.

### Blue Jays de Toronto
Coghlan frappe pour ,200 en 36 matchs joués en 2017 pour les Blue Jays de Toronto.

## Statistiques
| Saison | Équipe  | G   | AB  | R   | H   | 2B | 3B | HR | RBI | SB | BA   |
| ------ | ------- | --- | --- | --- | --- | -- | -- | -- | --- | -- | ---- |
| 2009   | Floride | 128 | 504 | 84  | 162 | 31 | 6  | 9  | 47  | 8  | .321 |
| 2010   | Floride | 91  | 358 | 60  | 96  | 20 | 3  | 5  | 28  | 10 | .268 |
| Totaux | Totaux  | 219 | 862 | 144 | 258 | 51 | 9  | 14 | 75  | 18 | .299 |

Note : G = Matches joués ; AB = Passages au bâton; R = Points ; H = Coups sûrs ; 2B = Doubles ; 3B = Triples ; 
HR = Coup de circuit ; RBI = Points produits ; SB = Buts volés ; BA = Moyenne au bâton.